# بريندون وينسلو
بريندون وينسلو (بالإنجليزية: Brendon Winslow)‏ هو لاعب اتحاد الرغبي نيوزيلندي، ولد في 30 أغسطس 1969.